# Piero Pelù
Piero Pelù  (n. 10 februarie 1962, în Florența) este un cântăreț și compozitor italian de muzică rock, cunoscut mai ales pentru activitatea sa în cadrul formației rock italiene Litfiba.
În iulie 1999, Pelù a părăsit Litfiba din cauza tensiunilor dintre el și chitaristul Ghigo Renzulli.
În 2000, el a lansat primul său album solo Né buoni né cattivi.
În 2002, duetul său cu cântăreața indoneziană Anggun, intitulat "L'amore immaginato" a atins poziția Nr.1 în topul ”National Italian Airplay Charts”, menținându-se pe această poziție pe durata a două luni.
În 2009, a revenit în Litfiba alături de co-fondatorul ei, Ghigo Renzulli.

## Discografie

### Litfiba
- Guerra (1982)
- Luna/La preda (1983)
- Eneide di Krypton (1983)
- Yassassin (1984)
- Desaparecido (1985)
- Transea (1986)
- 17 RE (1986)
- Live 12-5-87 (Aprite i vostri occhi) (1987, live)
- Litfiba 3 (1988)
- Pirata (1989)
- El Diablo (1990)
- Sogno ribelle (1992)
- Terremoto (1993)
- Colpo di coda (1994)
- Spirito (1994)
- Lacio drom (1995)
- Mondi Sommersi (1997)
- Croce e delizia (1998)
- Infinito (1999)
- Litfiba Live '99 (2005)
- Stato libero di Litfiba (2010; album live +2 cântece nepublicate)
- Grande Nazione (2012)
- Trilogia 1983-1989 live 2013 (2013)

### Solo
- Né buoni né cattivi (2000)
- U.D.S. - L'uomo della strada (2002)
- Soggetti smarriti (2004)
- Presente (2005)
- In faccia (2006)
- Storytellers (2007)
- Fenomeni (2008)